# 安娜·赫热布日诺娃
安娜·赫热布日诺娃（捷克語：Anna Hřebřinová，1908年11月11日—1993年12月6日），捷克女子竞技体操运动员。她曾代表捷克斯洛伐克参加1936年夏季奥林匹克运动会体操比赛，获得女子团体全能银牌。